# Milton (Cambridgeshire)
Milton – wieś w Anglii, w hrabstwie Cambridgeshire, w dystrykcie South Cambridgeshire. Leży 6 km na północny wschód od miasta Cambridge i 85 km na północ od Londynu. Miejscowość liczy 4275 mieszkańców.